# ジェラール・イエペス
- ジェラール・ジェペス

ジェラール・イエペス・ラウー（Gerard Yepes Laut, 2002年8月25日 - ）は、スペイン・カタルーニャ州バルセロナ県バルセロナ出身のサッカー選手。UCサンプドリア所属。ポジションはMF。

## クラブ経歴
6歳の時に地元のRCDエスパニョールのカンテラに入所。その後UEサン・アンドレウを経て、2018年にイタリアに渡りUCサンプドリアのプリマヴェーラに入所。2021年にU-19ユースチームに昇格。同ユースリーグ2試合目のSSCナポリU-19との試合でゴールを決めると、10月にトップチームに昇格。12月22日のASローマ戦で、試合終了間際に起用され、プロデビューを果たした。